# Kowa Queens Cup
De Kowa Queens Cup is een golftoernooi voor vrouwen, dat gespeeld wordt in een matchplay-format. Het toernooi werd opgericht in 2015 en wordt gespeeld tussen vier achtkoppige teams, als vertegenwoordigers van de vier grote golftours bij de vrouwen: de Ladies European Tour (LET), Australian Ladies Professional Golf Association (ALPG), Korean Ladies Professional Golf Association (KLPGA) en LPGA of Japan (JLPGA). 

## Winnaressen
| Jaar | Golfbaan             | Eerste plaats | Tweede plaats | Derde plaats | Vierde plaats | Winnende score |
| ---- | -------------------- | ------------- | ------------- | ------------ | ------------- | -------------- |
| 2015 | Miyoshi Country Club | LPGA of Japan | KLPGA         | LET          | ALPG          | 41             |

 Australian Ladies Masters ·
 Women's Australian Open ·
 New Zealand Women's Open ·
 World Ladies Championship ·
 Lalla Meryem Cup ·
 Buick Championship ·
 Turkish Ladies Open ·
 Dutch Ladies Open ·
 ISPS Handa Ladies European Masters ·
 Ladies Scottish Open ·
 Women's British Open ·
 Sberbank Golf Masters ·
 Helsingborg Open ·
 The Evian Championship ·
 Ladies Open de France ·
 Xiamen Open ·
 Sanya Ladies Open ·
 South African Women's Open ·
 Women's Indian Open ·
 Dubai Ladies Masters
Kowa Queens Cup ·
Solheim Cup